# Stazione meteorologica di Castelnuovo di Garfagnana
La stazione meteorologica di Castelnuovo di Garfagnana è la stazione meteorologica di riferimento relativa alla località di Castelnuovo di Garfagnana.

## Coordinate geografiche
La stazione meteo si trova nell'Italia centrale, in Toscana, in provincia di Lucca, nel comune di Castelnuovo di Garfagnana, a 276 metri s.l.m. e alle coordinate geografiche 44°07′N 10°25′E.

## Dati climatologici 1961-1990
In base alla media trentennale di riferimento (1961-1990), la temperatura media del mese più freddo, gennaio, è di +4,1 °C; quella del mese più caldo, luglio, si attesta +21,7 °C .
Le precipitazioni medie annue nel medesimo trentennio si attestano a 1.660,7 mm, con elevato picco in autunno, massimo secondario in inverno e con minimo relativo in estate.
| CASTELNUOVO DI GARFAGNANA | Mesi  | Mesi  | Mesi  | Mesi  | Mesi  | Mesi | Mesi | Mesi | Mesi  | Mesi  | Mesi  | Mesi  | Stagioni | Stagioni | Stagioni | Stagioni | Anno    |
| CASTELNUOVO DI GARFAGNANA | Gen   | Feb   | Mar   | Apr   | Mag   | Giu  | Lug  | Ago  | Set   | Ott   | Nov   | Dic   | Inv      | Pri      | Est      | Aut      | Anno    |
| ------------------------- | ----- | ----- | ----- | ----- | ----- | ---- | ---- | ---- | ----- | ----- | ----- | ----- | -------- | -------- | -------- | -------- | ------- |
| T. max. media (°C)        | 9,2   | 10,5  | 13,7  | 17,3  | 21,9  | 25,8 | 29,1 | 28,6 | 25,3  | 20,0  | 13,9  | 10,1  | 9,9      | 17,6     | 27,8     | 19,7     | 18,8    |
| T. min. media (°C)        | −0,9  | 0,2   | 2,8   | 6,1   | 9,2   | 12,6 | 14,3 | 14,1 | 11,8  | 8,2   | 4,5   | 0,4   | −0,1     | 6,0      | 13,7     | 8,2      | 6,9     |
| Precipitazioni (mm)       | 189,4 | 138,3 | 154,5 | 122,5 | 110,7 | 78,3 | 51,2 | 93,4 | 132,8 | 179,4 | 235,5 | 174,7 | 502,4    | 387,7    | 222,9    | 547,7    | 1 660,7 |